# Frédéric Bolley
Frédéric Bolley (Marseille, 17 februari 1974) is een Frans voormalig motorcrosser.

## Carrière
Bolley reed jarenlang in het Wereldkampioenschap motorcross in de 250cc-klasse. In 1995 reed hij met Yamaha, na in 1994 negende te zijn geëindigd. Het seizoen 1995 sloot hij af op de veertiende plaats na enkele blessures. Vanaf 1996 kwam hij uit voor Kawasaki. Hij boekte enkele kleine successen en sloot het seizoen af op de vijfde plaats. In 1997 kende hij een moeilijk seizoen en werd hij pas achtste. Vanaf 1998 werd hij de ploegmaat van Stefan Everts bij Honda. Dat seizoen kende hij enkele uitschieters en werd opnieuw vijfde.
In 1999 geraakte Everts zwaar geblesseerd in het begin van het seizoen en kwam alle druk op de schouders van Bolley. Na een spannend seizoen met als voornaamste concurrenten Pit Beirer, David Vuillemin en Marnicq Bervoets, wist Bolley wereldkampioen te worden. Nadat het team van Everts besliste om in de 500cc-klasse uit te komen in 2000, kwam Bolley terecht bij een Zwitsers Honda-team. Hij verlengde met succes zijn wereldtitel na een spannende strijd met zijn landgenoot Mickaël Pichon.
Bolley's team werd desondanks failliet verklaard eind 2000 en hij moest zijn eigen team oprichten voor 2001. Dat jaar kwam hij door allerhande problemen niet verder dan de zevende plaats. In 2002 reed Bolley opnieuw met Yamaha, maar zonder grote successen.
Na dit jaar besliste Bolley om te stoppen met professioneel motorcrossen.

## Palmares
- 1999: Wereldkampioen 250 cc
- 2000: Wereldkampioen 250 cc